# Brzostno
Brzostno (niem. Büchenwerder) – kolonia w Polsce położona w województwie zachodniopomorskim, w powiecie choszczeńskim, w gminie Choszczno. W latach 1975–1998 miejscowość administracyjnie należała do województwa gorzowskiego. W roku 2007 kolonia liczyła 3 mieszkańców. Kolonia wchodzi w skład sołectwa Suliszewo. Jedna z najmniejszych miejscowości gminy.

## Geografia
Kolonia leży ok. 3 km na południowy wschód od Suliszewa, w pobliżu byłej linii kolejowej nr 410.